# رونالد أندرسون
رونالد أندرسون (بالإنجليزية: Ronald Anderson)‏ هو عالم اجتماع أمريكي، ولد في 14 يونيو 1941.